# Seyne
Seyne – miejscowość i gmina we Francji, w regionie Prowansja-Alpy-Lazurowe Wybrzeże, w departamencie Alpy Górnej Prowansji.

## Demografia
Według danych na rok 1990 gminę zamieszkiwały 1222 osoby, a gęstość zaludnienia wynosiła 15 osób/km². W styczniu 2015 r. Seyne zamieszkiwały 1463 osoby, przy gęstości zaludnienia wynoszącej 18 osób/km².